# Anaphalis subdecurrens
Anaphalis subdecurrens là một loài thực vật có hoa trong họ Cúc. Loài này được (DC.) Gamble mô tả khoa học đầu tiên năm 1921.